# Jean Macé (métro de Lyon)
Pour les articles homonymes, voir Jean Macé (homonymie).
Jean Macé est une station de la ligne B du métro de Lyon, dans le 7e arrondissement de Lyon, en France. Elle est mise en service en 1981 comme terminus, lors de l'ouverture à l'exploitation du prolongement de la ligne B vers le sud depuis la station Gare Part-Dieu - Vivier Merle. Elle devient une station intermédiaire de cette ligne lors de son prolongement à la station Stade de Gerland le 4 septembre 2000.
Elle porte le nom du journaliste et homme politique français Jean Macé (1815-1894), éponyme de la station, tout comme la place place Jean-Macé où elle se situe, et la gare de Lyon-Jean-Macé qu'elle dessert.

## Situation ferroviaire
La station Jean Macé est située sur la ligne B du métro de Lyon, entre les stations Place Jean Jaurès et Saxe - Gambetta.

## Histoire
La station « Jean Macé » est mise en service le 14 septembre 1981, lors de l'ouverture officielle de l'exploitation du prolongement de la ligne B du métro de Lyon depuis la station Gare Part-Dieu - Vivier Merle. Elle en est restée le terminus jusqu'à l'ouverture du prolongement à Stade de Gerland le 4 septembre 2000.
Elle est construite, comme la plupart du prolongement de la ligne, dans un chantier à ciel ouvert sous la partie nord de la place Jean-Macé. Elle est édifiée suivant le plan général type des premières stations du métro de Lyon, deux voies encadrées par deux quais latéraux.
Elle a été dessinée par les architectes René Gimbert et Jacques Vergely.
Elle est l'une des rares stations des lignes A et B à avoir été équipée d'origine d'ascenseurs pour les personnes à mobilité réduite. La station est équipée de portillon d'accès depuis le 4 septembre 2005. Il n'y a pas de personnel, des automates permettent l'achat et d'autres le compostage des billets.
Depuis le 13 décembre 2009, elle dessert la gare de Lyon-Jean-Macé, construite au sud de la place.

## Service des voyageurs

### Accueil
La station compte quatre accès, deux par sens, au débouché de l'avenue Jean-Jaurès pour les accès nord et au milieu de la place Jean-Macé pour les accès sud. Elle dispose dans chacun des accès de distributeurs automatiques de titres de transport et de valideurs couplés avec les portillons d'accès.

### Desserte
Jean Macé est desservie par toutes les circulations de la ligne.

### Intermodalité
La station est associée à une gare SNCF (TER Auvergne-Rhône-Alpes), ce qui en fait un pôle multimodal desservi par plusieurs lignes du réseau Transports en commun lyonnais (TCL).
Au sud de le long de l'avenue Berthelot, parallèlement aux voies SNCF, on retrouve la station de tramway de la ligne T2 (ouverte en 2001).
La station est desservie via les lignes de trolleybus C4 et C14 effectuant ici leur terminus et par les lignes de bus C7, C12, 35 et 64  y effectuant son terminus. Du 7 janvier 2011 au 15 mars 2020, la ligne de bus Pleine Lune PL4 était de passage la nuit. Tous ces arrêts sont répartis sur la place et au débouché de l'avenue Jean-Jaurès.
Outre les rues et places avoisinantes, elle permet de rejoindre à pied différents sites, notamment : la mairie du 7e arrondissement, le centre Berthelot, regroupant le centre d'histoire de la résistance et de la déportation et l'institut d'études politiques de Lyon, le cinéma Comœdia et le Centre Hospitalier Saint-Joseph Saint-Luc.

## Œuvres d'art
La station compte deux œuvres d'art, sur l'un des piliers centraux, des mosaïques constituées de tesselles en pâte de verre réalisées par l'artiste Jacques Dekerle (né en 1944) et réalisées en 1981 :
- du côté faisant face au quai en direction de Charpennes - Charles Hernu elle est baptisée La partie de football ;
- dans l'autre sens en direction de Gare d'Oullins elle est baptisée La partie de basket[2].

## Galerie

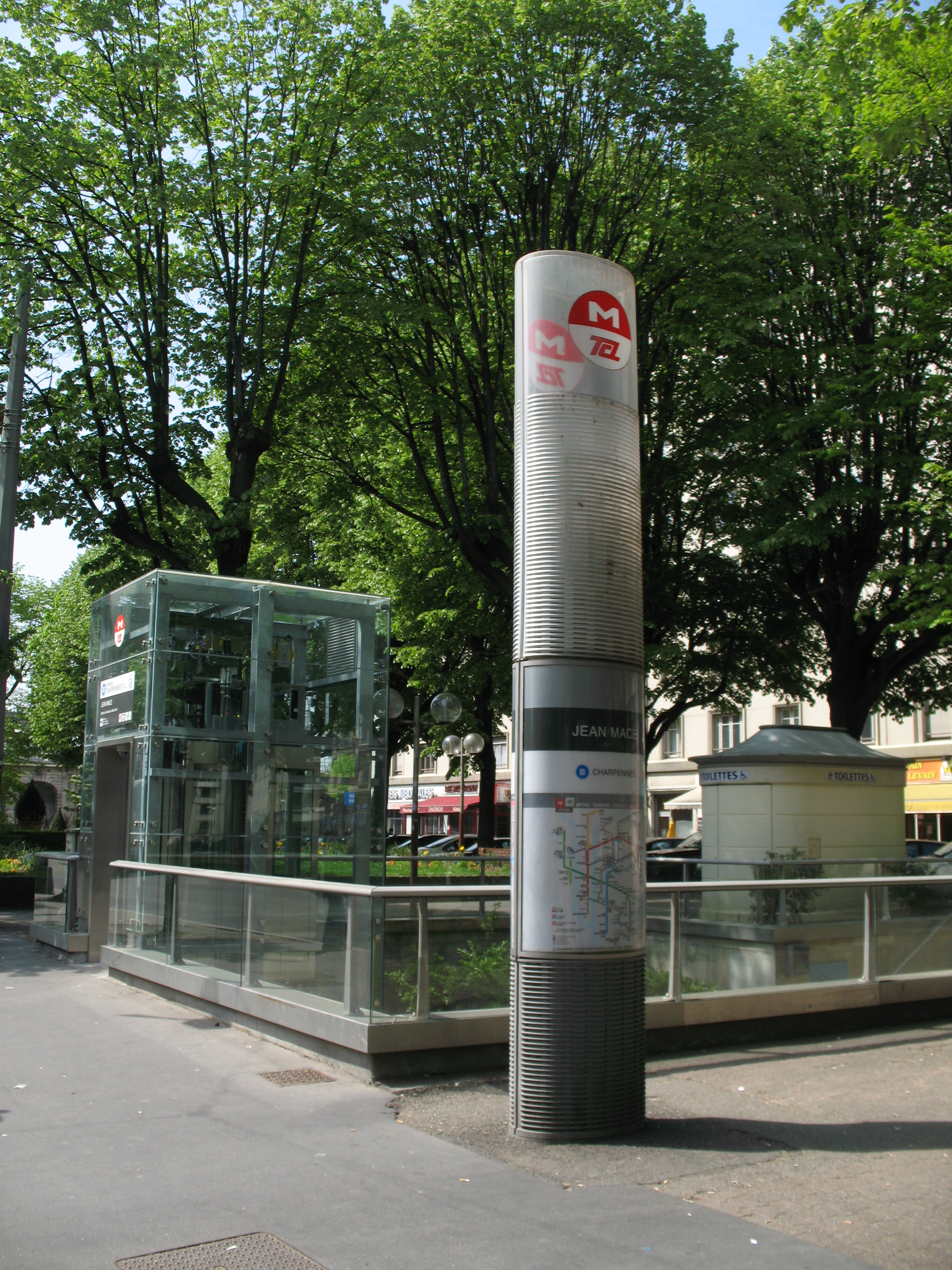
L'une des entrées de la station sur la place Jean-Macé.
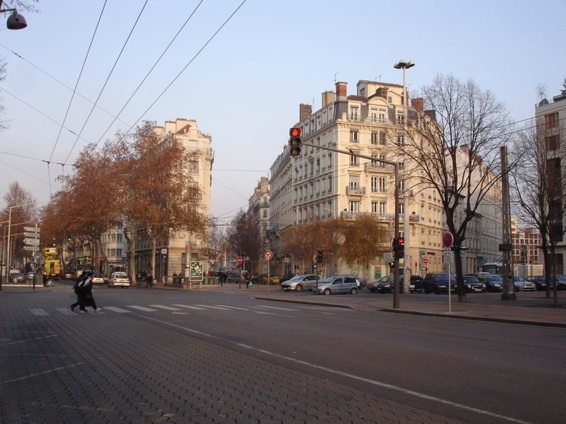
La place en 2007.
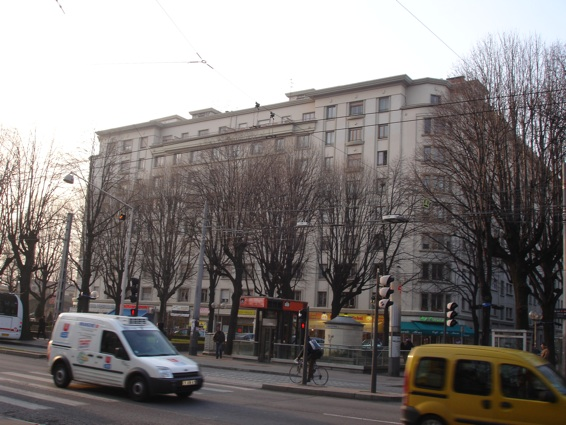
La place vue vers l'ouest.
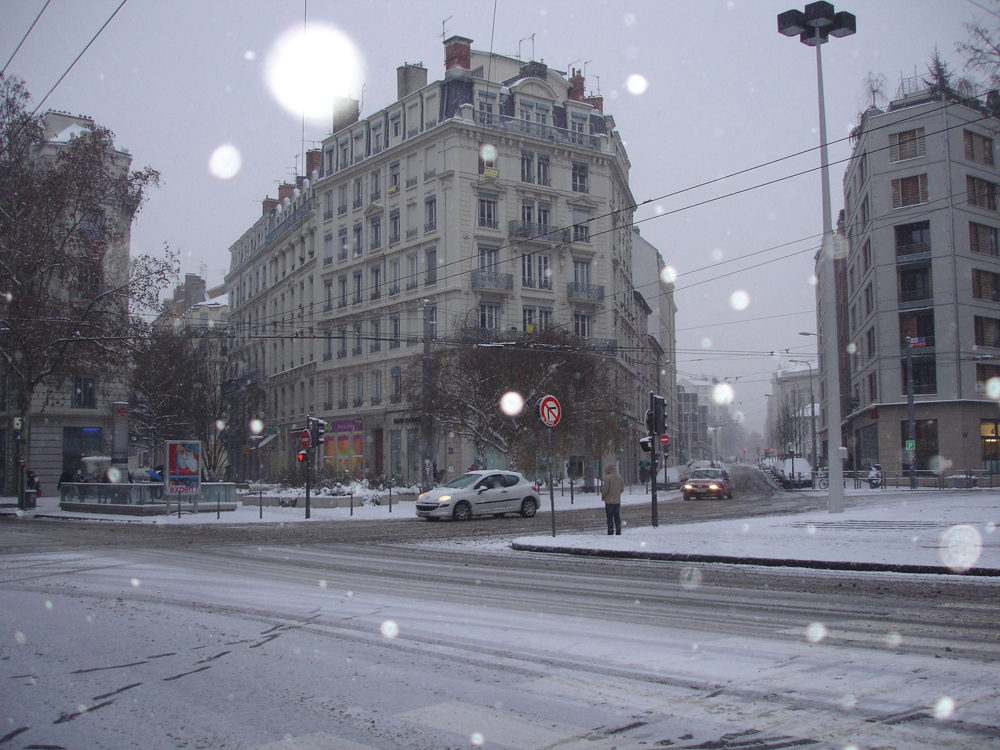
Rue Élie-Rochette en 2010.
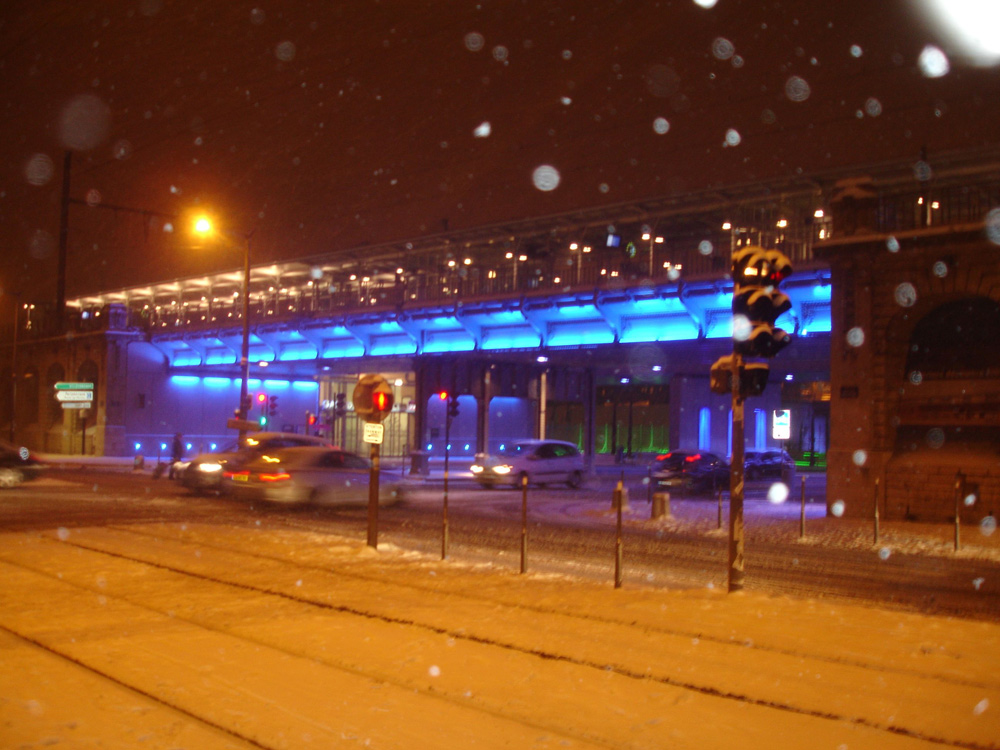
Gare Jean Macé en 2010.
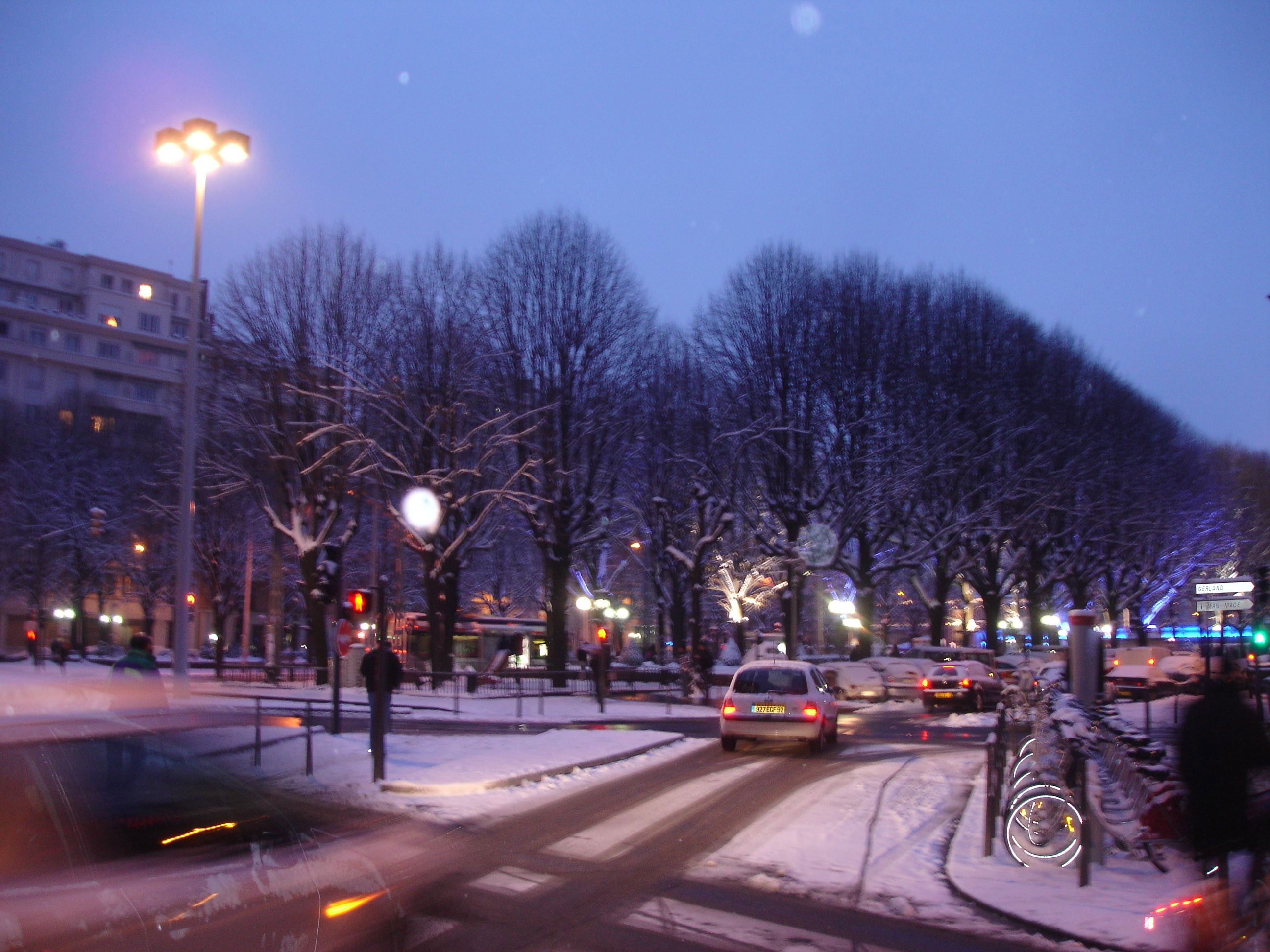
Place Jean-Macé en 2010.